# Comerç de drets d'emissió
En línies generals els drets d'emissió són unes mesures administratives aplicades pels governs per tal de controlar les emissions de gasos contaminants mitjançant incentius econòmics a no contaminar.
Aquests drets d'emissió són el component clau des d'un punt de vista nacional i internacional de l'esquema de comerç de les emissions de carboni. I proporcionen la manera de reduir les emissions de gasos amb efecte d'hivernacle limitant el total anual d'emissions, tot permetent al mercat assignar un valor econòmic a través del comerç.
Aquests drets poden ser intercanviats per companyies especialitzades en la compravenda en el mercat internacional a un preu fix, marcat pel mateix mercat alhora que poden utilitzar-se per finançar projectes de reducció d'emissions entre els actors implicats arreu del món. Hi ha també, moltes empreses que venen els drets d'emissió a altres companyies les quals estan interessats a disminuir la seva contribució a les emissions de carboni d'una manera voluntària.
La qualitat dels drets d'emissió es basa, en gran part, en la sofisticació dels processos de validació de les inversions o desenvolupament de les companyies que han actuat com a patrocinadors dels projectes de reducció d'emissions de carboni.Això es reflecteix en el seu preu; les unitats voluntàries tenen típicament menys valor que no pas les unitats venudes a través dels Mecanismes de Desenvolupament Net, les quals han estat rigorosament validades.

## Antecedents
Cremar combustibles fòssils és la major font d'emissions de gasos amb efecte d'hivernacle, especialment per aconseguir energia, producció del ciment, metalls pesants, tèxtil i indústries de fertilitzants. La major part dels gasos emesos per aquestes activitats són el metà, l'òxid nitrós i els hidrofluorocarbons (HCFs), etc. els quals incrementen la capacitat de retenir l'energia infraroja de l'atmosfera, la qual afecta el clima. El concepte dels drets d'emissió apareix a conseqüència de la conscienciació creixent sobre la necessitat de controlar aquestes emissions; la qual fou formalitzada al Protocol de Kyoto, un acord internacional de 181 països.

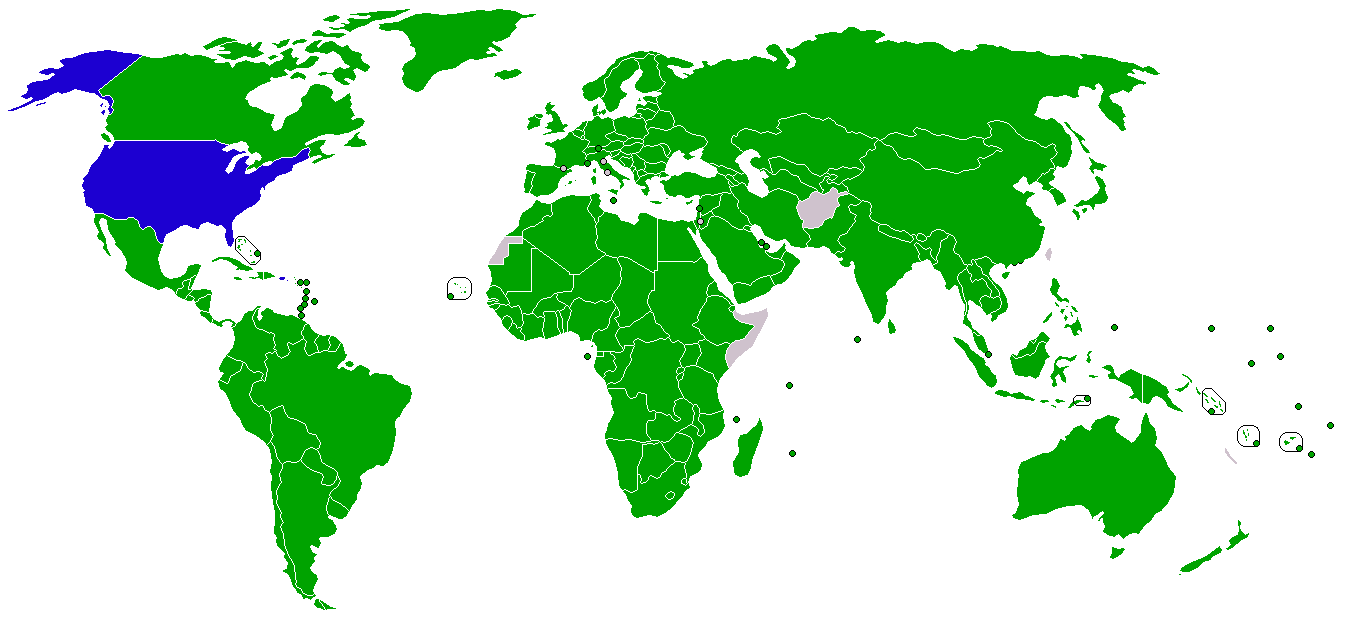
Posicionament dels estats del món, l'any 2009, respecte al Protocol de Kyoto.

## Drets d'emissió
El Protocol va acordar "sostres" o quotes sobre la quantitat màxima de gasos amb efecte d'hivernacle que cada país signant de l'acord pot produir.
Les quotes fixades per a les emissions dels països signants poden canalitzar-se per negocis locals i d'altres organitzacions, coneguts com a "operadors".
Els països gestionaran a través dels seus propis "registres" nacionals i són autoritzats i monitorats conforme a l'UNFCCC (United Nations Framework Climate Change Commission).
Cada operador té un nombre autoritzat de drets d'emissió (crèdits), pels quals cada unitat dona al propietari el dret d'emetre un tona mètrica de "CO₂" o l'equivalència en qualsevol altre gas amb efecte d'hivernacle.
Els operadors que no hagin utilitzat aquelles quotes podran vendre-les com a "carbon credits" o drets d'emissió, mentrestant els negocis que estiguin a punt d'excedir les seves quotes podran comprar crèdits extra com a drets, per la via privada o al mercat obert. Degut a la demanda energètica creixent, les emissions totals haurien d'estar dintre del rang, però això permet a la indústria una certa flexibilitat i predicció en la seva planificació per ajustar-se a aquesta.
Permetent la venda dels drets, un operador pot trobar la millor fórmula cost-eficiència per tal de reduir les seves emissions, ja sigui invertint en mecanismes de desenvolupament net (CDM, Clean Development Mechanisms) o bé amb la compra de drets d'emissió procedents d'un altre operador el qual té un excés de "capacitat".
D'ençà del 2005, el mecanisme de Kyoto pel comerç de CO₂ va ser adoptat per tots els països de la Unió Europea sota el seu Esquema Europeu de Comerç (EU ETS, European Trading Scheme) amb la Comissió Europea i la seva pròpia autoritat verificadora.
A partir del 2008, els països europeus participants hauran, juntament amb altres països desenvolupats, de ratificar el protocol, i el comerç d'altres sis significants gasos amb efecte d'hivernacle d'origen antropogènic.
Als Estats Units, els quals no han ratificat Kyoto, alguns dels seus estats estan considerant esquemes similars d'actuació.

### Mecanismes flexibles del Protocol de Kyoto
Un dret pot ser una autorització d'emissió, és a dir, s'empra per emetre o és subhastat pels administradors.
Més que limitar o minimitzar activitats es tracta de què qualsevol país signant del Protocol de Kyoto, verifiqui el projecte a través d'un mecanisme pertanyent a l'UNFCCC. Un cop aprovat, aquestes s'anomenaran CER (Certified Emission Reductions).
El protocol permet finançar per endavant la implementació de projectes durant la vigència de Kyoto.
El protocol de Kyoto estableix tres mecanismes els quals permeten als països o operadors en països desenvolupats adquirir drets d'emissió de gasos amb efecte d'hivernacle.
1. Mitjançant la implementació conjunta (Joint Implementation, JI) un país desenvolupat amb elevats costos per a la reducció de gasos amb efecte d'hivernacle, podria establir projectes de reducció en un altre país desenvolupat.
2. A través de Mecanismes de Desenvolupament Net (Clean Development Mechanism, CDM) un país desenvolupat pot "patrocinar" un projecte de reducció de gasos amb efecte d'hivernacle en un país en vies de desenvolupament en el qual els costos de reducció solen ser inferiors, i l'efecte hivernacle és globalment equivalent. El país desenvolupat obtindrà drets d'emissió per complir amb el seu objectiu de reducció, i el país en vies de desenvolupament obtindrà el capital invertit i la tecnologia neta o un canvi dels usos del sòl.
3. A través del Mercat d'Emissions Internacional (IET, International Emissions Trading) els països amb excedent de drets d'emissió poden aportar el seu excedent per cobrir el dèficit d'altres països. D'aquesta manera, aquells països amb límits d'emissions "sobrepassats" assolirien el compliment del Protocol de Kyoto.

Aquests projectes de reducció poden ser promoguts per un govern nacional o per un operador dintre del país. En realitat, moltes de les transaccions no són realitzades per governs nacionals directament, sinó per operadors als quals els han sigut atorgades quotes del seu país.

### Mercat de les Emissions
Pel propòsit de comercialitzar un dret, es considera equivalent a l'emissió d'una tona mètrica de CO₂. Aquesta comercialització permet transferir els drets entre països. Cada transferència realitzada dintre de la Unió Europea és validada per l'EU ETS (European Trading Scheme). Cada transferència internacional és validada per la UNFCCC (United Nations Framework Convention on Climate Change). Els intercanvis climàtics han estat establerts per tal de proveir un punt de venda de drets d'emissió, accions i mercat de futurs per ajudar a descobrir el preu i mantenir liquides del sistema. Els preus dels drets d'emissió es fixen en Euros per tona de CO₂ o el seu equivalent (CO₂e)
No obstant es podran comercialitzar d'altres gasos amb efecte d'hivernacle, ja que són considerats com a múltiples equivalents de CO₂, tenint en compte el seu potencial d'escalfament global. Aquests exemples de cotització afecta els negocis assegurant-ne l'equilibri nacional i internacional.
Actualment hi ha un mínim de quatre mercats d'intercanvi de drets d'emissió de CO₂: el Chicago Climate Exchange, European Climate Exchange, el Nord Pool i el Power Next. Recentment, el NordPool ha ratificat un contracte de comerç generat pel CDM carbon project anomenat Certified Emission Reductions (CERs).
Moltes companyies s'impliquen en la reducció d'emissions, fixació del carboni, i els programes de "segrest" de carboni per tal de generar drets d'emissió i poder-los vendre.
La gestió de les emissions és un dels serveis financers que ha experimentat un creixement més ràpid a la Ciutat de Londres amb un mercat de l'ordre dels 30 mil milions d'euros, el qual s'estima podrà créixer fins a 1 bilió d'Euros en una dècada.
Louis Redshaw, cap d'Inversió Mediambiental de Barclays Capital prediu que el Carboni serà la matèria primera més important, i podria esdevenir fins i tot el mercat més gran del món.

### Establir un preu dels drets d'emissió
L'ús no eficient de l'energia i les emissions associades fan preveure que es mantindrà el seu increment sostingut. Per aquest motiu nombroses companyies que necessiten comprar drets d'emissió veuen com s'incrementarà aquesta necessitat, i les lleis d'oferta i demanda forçaran a l'alça el preu del mercat això fa preveure que molts grups realitzaran activitats respectuoses amb el medi ambient per crear drets d'emissió per vendre.
Un tipus especial de dret d'emissió, és el Kyoto Allocation Allowance Unit (AAU) o el seu equivalent europeu, el European Union Allowance (EUA), el qual tindrà un valor al mercat diferent del CER. Ja que degut a la falta de desenvolupament d'un mercat secundari per als CERs, la falta d'homogeneïtat entre els projectes crea una dificultat en establir un preu i les qüestions associades al principi de suplementarietat i el temps de vida útil del projecte.
Addicionalment, els drets d'emissió generats per un projecte de reducció a través de Mecanismes de Desenvolupament Net (CDM, Clean Development Mechanism) són potencialment limitats en valor, ja que els operadors en l'EU ETS (Sistema Europeu de Comerç d'Emissions), estan restringits en percentatge per guardar relació amb els mecanismes flexibles.

## Com afecta la compra de drets d'emissió a la reducció d'emissions
Assignant un valor monetari al cost de contaminar l'aire, els drets d'emissió creen un mercat per a la reducció de les emissions de gasos amb efecte d'hivernacle. Les emissions esdevenen un cost intern associat a una activitat econòmica i és considerat en el full de balanços de l'empresa, al costat de matèries primeres i d'altres responsabilitats o d'altres actius.
A tall d'exemple, considerant un negoci que està format per una fàbrica que emet 100.000 tones de gas amb efecte d'hivernacle en un any. El Govern promulga una llei que limita les emissions que el negoci pot produir. Per tant, la factoria té una quota de dret de 80.000 tones per any. La factoria doncs, reduirà les seves emissions fins a 80.000 o serà necessària la compra de drets d'emissió per excedir aquesta quota.
Després d'analitzar els costos associats, els negocis hauran de ser capaços de decidir si és viable o no invertir en nous equipaments per reduir les emissions o per contra, hauran de comprar drets d'emissió o fins i tot l'opció d'obrir mercat per les organitzacions que hagin sigut aprovades com a "capacitades" per la verificació de drets d'emissió.
Un venedor podria ser una companyia la qual fixi emissions plantant un nombre determinat d'arbres per cada dret d'emissió que compri procedent d'un projecte aprovat del tipus "Mecanismes de Desenvolupament Net (CDM).
Un altre venedor pot ser aquell que, ja havent invertit en nova maquinària amb baixes emissions, tingui com a resultat en el seu balanç un excedent de drets d'emissió.
El cost de la nova maquinària menys contaminant seria subvencionat en part per la venda de drets d'emissió. Ambdós, comprador i venedor poden comprovar satisfactòriament que les seves emissions i drets d'emissió es corresponen.

### Els drets d'emissió contra els impostos d'emissió
Els drets d'emissió van ser escollits pels signants del Protocol de Kyoto com a alternativa als impostos d'emissió de diòxid de carboni (Carbon taxes). Una crítica al model d'impostos creixents és que freqüentment no resulten obligatoris d'una manera estricta o moral i, per tant, alguns o tots els impostos fixats per un govern es podrien aplicar ineficaçment o no ser utilitzats en benefici del medi ambient.
Si considerem les emissions com un mercat de matèries primeres esdevé relativament fàcil pels negocis d'entendre i gestionar les seves activitats, mentre els economistes i els comerciants siguin capaços de predir el preu futur emprant correctament les teories de mercat. Per aquest motiu els principals avantatges de comercialitzar amb drets d'emissió enfront d'establir impostos per l'emissió de carboni són:
El preu s'entendrà, probablement, com a més just que no pas pagant una taxa fixada pel govern, ja que el cost del carboni és fixat pel mercat no pels polítics. Els inversors en drets d'emissió tenen més control sobre els seus propis costos.
Els mecanismes flexibles del Protocol de Kyoto asseguren que totes les inversions segueixin un genuí esquema sostenible per a la reducció de les emissions, a través del seu procés internacional de validacions.

## Drets d'emissió reals
El principi de la suplementarietat dintre del Protocol de Kyoto significa que la reducció interna de les emissions hauria de precedir la compra de drets d'emissió per part d'un país. Moltes crítiques al sistema de drets d'emissió són degudes a la relació entre emissió de CO2 i l'emissió d'un gas qualsevol d'efecte hivernacle és un procés complex. Aquest procés ha evolucionat sota el concepte de carbon project el qual ha estat millorat durant els últims deu anys. El primer pas en la determinació de si un projecte de reducció d'emissions de diòxid de carboni ha estat realitzat basant-se en reducció real, mesurable i permanent d'emissions és entenent la metodologia del procés dels Mecanismes de Desenvolupament Nets (CDM, Clean Development Mechanisms).
En aquest procés cada patrocinador lliura un projecte de reducció d'emissions a través d'una Entitat Operadora Designada (DOE, Designated Operational Entity). El CDM Executive Board juntament amb els consellers del CDM Methodology Panel, revisen cada projecte i decideixen com i si el resultat de les reduccions són addicionals.

### Concepte addicionalitat
És també important per qualsevol dret d'emissió (captat/fixat) que segueixi el concepte anomenat addició. L'addició és un terme emprat pels Mecanismes de Desenvolupament Net (CDM) de Kyoto per descriure el fet que un projecte de reducció de Carboni (Projecte de Reducció) no tindria lloc si no hi hagués la voluntat de mitigació del canvi climàtic. Més concretament, un projecte el qual hagi demostrat la seva addicionalitat és un projecte de negoci més enllà d'un projecte en si.
És àmpliament acordat que els projectes voluntaris de fixació de carboni han de provar també l'addició per assegurar la legitimitat de les demandes mediambientals resultat de la captació dels drets d'emissió.

### Crítiques al sistema
Les restriccions mediambientals i les activitats objecte d'aquestes han estat imposades a través de normes. Molta gent era, i encara ho són, incapaços d'utilitzar un nou mercat basat en l'objectiu de la gestió d'emissions, no obstant el concepte de sostre/límit i comerç guanyaran pes en les negociacions internacionals.
El mecanisme de Kyoto és l'únic internacionalment acordat per a la regulació de les activitats associades als drets d'emissió el qual contempla l'addicionalitat i sobretot l'efectivitat. L'organització que hi dona cobertura és la UNFCCC (United Nations Framework Climate Change Commission), la qual és l'única amb un mandat global per al control de l'efectivitat de la reducció d'emissions.
El període de comercialització establert per Kyoto és només aplicable per 5 anys, entre el 2008 i el 2012. La primera fase del sistema Europeu de comerç d'Emissions (EU ETS, European Emission Trade System) va començar abans, i s'espera que continuï amb una tercera fase més endavant, i es pugui coordinar amb el que internacionalment s'acordi; però hi ha una incertesa general del que s'acordarà en l'era del post acord sobre emissions de gasos amb efecte d'hivernacle.
Ja que aquesta inversió ve realitzant-se fa unes dècades, suposo un risc d'incertesa en la planificació d'aquestes inversions. Ja que diversos països responsables en gran proporció a les emissions globals (EUA, Austràlia, la Xina i l'Índia) han evitat els límits obligatoris, això significa que els negocis que estan operant en països que compleixen les limitacions ho realitzen en un desavantatge competitiu respecte a aquests que no estan limitats, ja que ells estan pagant directament pels seus costos en drets d'emissió.